# Paul Maerten
Paul Maerten, est né à Lille, dans le département du  Nord-Pas-de-Calais le 2 avril 1896 et mort, le 29 janvier 1970 à Roquefort-les-Pins dans le département des Alpes-Maritimes, est un officier de la Marine française

## Biographie
Ses parents se sont réfugiés en Bretagne lors de la Première Guerre mondiale et ont longtemps habités le manoir  de la Vieille-Roche en Plourin à deux kilomètres de Morlaix, puis se sont fixés à Ker-Minik en Plougasnou. Paul Maerten allait fréquemment à Roscoff avant la Seconde Guerre mondiale. Il fit une grande partie de sa carrière à Brest.
Ancien élève des Arts et Métiers avec son diplôme d'ingénieur en 1914.
Paul Maerten entré major à l'école navale en 1915. Il sert pendant son service militaire à bord du porte-avions le : Béarn, en 1916. Aspirant de Marine par arrêté ministériel du 22 octobre 1916, il est promu le 1er novembre 1916.
Enseigne de vaisseau de 2e classe le 1er juin 1917 à la base navale de Toulon, il passe enseigne de 1re classe le 13 juillet 1918 sur le chasseur de sous-marin C52. Le 1er janvier 1921, il est Second sur la canonnière Gracieuse rattachée à la 7e escadrille de dragage du 5e arrondissement maritime de Toulon sous les ordres du commandant Hippolyte Joseph Vial (1881-1959). Le 6 septembre 1921, il est promu Lieutenant de vaisseau. 
En 1927, il est affecté à la flottille française du Yang-Tsé, sur la canonnière Doudart de Lagrée qui va devoir faire face un climat politique chinois dominé par l’instabilité et le règne des Seigneurs de la guerre. Cette même année, c'est l’arrivée au pouvoir du Kuomintang de Tchang Kaï-chek et la relative stabilité politique qui s’ensuit, après le massacre de Shanghai . Les canonnières étant là pour protéger l’activité des commerçants sur le fleuve, mais également les missionnaires. La France possède deux concessions, sur ce fleuve, la première à Shanghai et la seconde à Hankou, et la carence des autorités locales a contraint la France à en assurer l’administration et la défense.
Capitaine de corvette le 7 octobre 1931 en remplacement du capitaine de corvette Souêtre partant en retraite, et reste à partir du 1er janvier 1932 à l'arsenal de Toulon.
Il prend le commandement du torpilleur Bourrasque le 31 décembre 1934. Il est invité au gala de charité de la Marine le 14 février 1935, présidé par Albert Lebrun, président de la République à l'Opéra de Paris , où se produisent Tino Rossi, Joséphine Baker, Lys Gauty. 
Paul Maerten est nommé capitaine de frégate, il prend le commandement du contre torpilleur Mogador, en juillet 1937 qui porte la marque du contre-amiral Émile-Marie Lacroix (1883-1949), commandant en mars 1939 la 2e escadre légère, en escadre de l'Atlantique avec sa marque sur le Mogador et prendra part aux opérations de l'hiver et du printemps 1940 en Atlantique.
Le vice-amiral d'escadre Hervé de Penfentenyo de Kervereguen (1879-1970), commandant maritime à Lorient, confie la réalisation de la fête des Œuvres Sociales de la Marine sur trois jours, au commandant Paul Maerten à qui il adressera ses félicitations pour la parfaite tenue de cet événement

### Seconde Guerre mondiale
En 1939, la France possède une vraie puissance navale placée sous le commandement de l’amiral Darlan depuis 1937. 
Après l’armistice de juin 1940, une fois la France occupée, il n'est pas un marin qui ne soit décidé à poursuivre le combat aux côtés des Anglais, mais tout ceci prit une autre tournure après la destruction de l'escadre française au mouillage à Mers-el-Kébir. Ce geste d'une grande lâcheté devant une flotte dans l'impossibilité de se défendre fut une erreur monumentale de Winston Churchill qui lança cette offensive sans même en référer à Charles de Gaulle pas plus qu'au maréchal Pétain et va exacerber la rancune de la Royale envers la Perfide Albion.[style à revoir] Il est certain que l'Angleterre ne craignait qu'une chose, c'est que cette flotte française ne tombe aux mains des Allemands et pour éviter cela elle était prête aux pires vilénies[non neutre].

## La bataille de Mers el-Kébir
L'amiral anglais Edward Neville Syfret (1889-1972) commanda à partir de 1941 les forces navales, et lors de l'opération Ironclad, visant de l'invasion de Madagascar. Les troupes britanniques débarquent dans la baie d’Ambararata et dans la baie Courrier, juste à l'ouest du grand port de Diego-Suarez, à la pointe nord de Madagascar. La garnison, sous le commandement du général Alfred Guillemet (1884-1955) et du capitaine de vaisseau Paul Maerten (1896-1970), d'environ 4 000 hommes, dont 800 Européens, réussit à contenir les assaillants durant toute la journée.

## La bataille de Diégo-Suarez
Fait prisonnier des Anglais le 7 mai 1942, il est envoyé en Afrique du Sud, puis en Angleterre où il sera libéré le 18 septembre 1942.
Envoyé participer à la Campagne de Tunisie en février 1943 pour prendre le commandement du front de mer lors de la libération des ports de Bizerte en avril-mai 1943, bataille de Bizerte avec le bataillon de fusiliers-marins où il entre parmi les premiers à la tête d'un commando, Tunis, Sousse, et Sfax. Il prend ensuite le commandement du croiseur Duquesne en 1944, navigue vers Dakar, Casablanca, Greenock, parcourant 41413 milles de 1943 à 1945. Il est à Royan où la bataille commence le 14 avril au matin, l’artillerie et l’aviation écrasent les défenses allemandes sous un feu nourri. Les Allemands, dans leurs bunkers opposent une résistance farouche, mais les canons du cuirassier Lorraine et du croiseur Duquesne ont raison des plus épais blindages. Le 15 avril, Royan est libérée.
N'ayant plus d'avancement, Paul Maerten quitte la marine en 1947.
- Documents sur l'opération Vénérable, concernant le bombardement de Royan auquel prend part le Duquesne

### Décorations
- Médaille interalliée 1914-1918
- Croix de Guerre 1914-1918
- Croix de Guerre 1939-1945
- Chevalier de la Légion d'honneur délivré en 1925 à bord du cuirassé Bretagne, officier de la Légion d'honneur
- Ordre de l'armée de mer citation dactylographiée en date du 17 février 1943 : « Au cours des combats de Diégo Suarez les 5 et 6 mai a fait preuves de solides qualités de commandement et de vaillante attitude au feu. A fait face avec vigueur et courage aux attaques combinées menées par des troupes de débarquement supérieures en nombre et en matériel, appuyées par d'importantes forces navales et aériennes. A poursuivi la résistance jusqu'à épuisement de ses moyens de combats »

## Hommages
- Hervé de Penfentenyo :«  Mon Cher Commandant, Sans attendre les résultats matériels certainements brillants de la grande fête que vous avez organisée aux bénéfices es Œuvres Sociales de la Marine, je tiens à vous remercier et vous féliciter, vous et tous vos collaborateurs sans exception.
Lorsque je vous ai demandé d'assumer cette lourde tâche je savais que je m'adressais à un organisateur et un animateur de tout premier ordre, je savais que vous sauriez vous entourer de collaborateurs à votre taille, et cependant je dois avouer que l'ampleur donnée à cette fête magnifique a dépassé toutes mes espérances.
 J'ai vivement apprécié l'ordre, la bonne tenue, le bonne humeur, qui n'ont cessé de régner parmi ces foules innombrables que vous avez su divertir pendant trois jours de mille façons très heureusement variées.
 Enfin, je me réjouis tout particulièrement du bénéfice moral obtenu par le généreux concours apporté par les autorités civiles et militaires, les divers groupements artistiques ou sportifs, et toute la population de Lorient aux efforts que nous faisons pour développer les Œuvres Sociales les plus utiles.
 Rien ne s'est fait cependant sans l'intelligence, le tact, le dévouement, l'activité que vous avez dépensés sans compter; je vous demande donc, mon Cher Commandant, de partager avec votre comité et tous les exécutants, mes remerciements les plus chaleureux et mes félicitations les plus vives »

## Écrits
- Rapport d'ensemble à Diégo Suarez en 1942 avec cartes[5]
- Récits de l'attaque de Madagascar par les Anglais[2].
- Récits des combats de Diégo Suarez, tapé à la machine par le colonel Édouard Claerebout (1891-1972) [Note 2]25.pages dont cartes, liste des promotions prévues, une version du protocole de fin des hostilités[2].
- Compte-rendu de la défense de Madagascar par la marine, (128 pages) dans un ordre chronologique détaillé avec les patronymes des morts et disparus, ainsi que celui des blessés, et le texte de toutes les citations demandées (36 pages), et les rapports détaillés des combats menés à terre par la marine avec cartes et des navires : D'Entrecasteaux (aviso), du Bougainville (anciennement Le Victor Schœlcher); des sous-marins Bévéziers (Q179), et Le Héros (Q170), ainsi que divers rapports de santé, et messages divers. Rapport du capitaine Metral concernant le navire L'Amiral Pierre sabordé le 29 septembre 1942 après arraisonnement par l'aviation et des destroyers anglais.[Note 3] ,[2].
- Document daté du 15 mai 1945 de la commission d'épuration lui demandant un rapport sur Madagascar[2].